# بارتلیت (کانزاس)
بارتلیت (به انگلیسی: Bartlett) شهری در ایالت کانزاس کشور ایالات متحده آمریکا است که جمعیت آن در سرشماری سال ۲۰۱۰ میلادی، ۸۰ نفر بوده‌است.